# Vitamín K u ptáků
Vitamín K je u ptáků potřebný pro syntézu protrombinu v játrech a dalších faktorů nezbytných pro normální krevní srážlivost. Krmné směsi pro drůbež i krmivo pro ptáky obsahují většinou dostatečné množství vitamínu K. U dospělých ptáků je vitamín K syntetizován střevními bakteriemi.
Vitamíny K se v přírodě vyskytují v podobě dvou chemicky blízkých látek – jako fylochinon (vitamín K1) vyskytující se v zelených rostlinách, a farnochinon (menachinon, vitamín K2), který je živočišného původu. Oba vitamíny jsou produktem činnosti střevní mikroflóry. Při zahřívání a vlivem ultrafialového světla ztrácejí svoji aktivitu.
Synteticky byly připraveny další vitamíny K3 až K7. Velkou vitamínovou účinnost má synteticky připravený menadion (vitamín K3, 2-methyl-1,4-naftochinon), který je pro drůbež 2× účinnější než vitamín K1 a jehož redukcí vzniká menadiol (vitamín K4, 1,4-dihydroxy-2-methylnaftalen). Přírodní vitamíny jsou olejovité látky, syntetický je žlutý prášek. Jsou nerozpustné ve vodě, citlivé na světlo, alkálie, silné kyseliny a oxidační prostředky.

## Příznaky hypovitaminózy
Přirozeně se vyskytující hypovitaminóza K je u drůbeže vzácná, u exotických ptáků nebyla zatím prokázána. Chybí-li vitamín K nebo jsou-li blokovány jeho účinky, vyplavují se z jater biologicky neúčinné prekurzory hemokoagulačních faktorů (protrombinu a faktorů VII, IX, X a XIV), které nejsou schopny vázat pro koagulaci nezbytné ionty vápníku. Srážlivost krve se snižuje a dochází ke krvácení. Hypovitaminóza K může vzniknout při léčbě některých onemocnění (kokcidióza, salmonely, enterohepatitida) použitím látek narušujících rovnováhu střevní mikroflóry (sulfaquinoxalin, nitrofurazolidon, antibiotikum).
Deficience vitamínu K se projevuje zhoršením srážlivosti krve,anemií, hemoragiemi a embryonální mortalitou.
Krváceniny se nacházejí v podkoží na prsou, končetinách a křídlech, ve svalovině běháků, někdy i v tělní dutině. Vlivem ztráty krve dochází k anemii, která může být výsledkem ztráty krve, ale také jako důsledek hypoplasie kostní dřeně. Postižení ptáci mohou vykrvácet i po malém zranění nebo po vytržení peří.
Nedostatek vitamínu K u nosnic zvyšuje embryonální mortalitu v poslední fázi inkubace. Uhynulá embrya jsou hemoragická.

### Terapie a prevence
Zdrojem vitamínu K jsou především čerstvé zelené rostliny, sušená vojtěška, zelené obilí, nať karotky a sójový olej. Při sušení vojtěšky na slunci se obsah vitamínu podstatně snižuje. V obilovinách je vitamínu K poměrně málo. V živočišných produktech se vyskytuje ponejvíce v játrech.
Trus drůbeže obsahuje vitamín K, takže i podestýlka může být pro drůbež zdrojem vitamínu K.
Akutní klinické problémy mohou být upraveny injekční aplikací vitamínu (0,2–2,5 mg/kg ž.h. im.) nebo v krmivu (3–8 mg/kg krmiva). Již během 4–6 hod. po aplikaci se upravuje krevní srážlivost; vymizení anemie nebo hemoragií trvá déle. Při terapii exsudativní diatézy u kuřat aplikace vitamínu K úspěšně doplňuje léčbu vitamínem E.